# Філіпп II Філоромей
Філіпп II Філоромей (д/н —після 58 до н. е.) — цар Сирії у 66 до н. е.—64 до н. е. роках, останній представник династії. Прізвисько «Філоромей» значить «той, хто любить римлян» або «друг римлян».

## Життєпис
Походив з династії Селевкідів. Син царя Філіппа I. Після загарбання Сирії Тиграном II, царем Великої Вірменії, та загибелі батька у 75 до н. е. деякий час доля Філіппа не відома. Ймовірно він зміг затоваришувати з впливовими римлянами.
У 68 до н. е. після прийняття римським сенатом рішення щодо повернення Сирії династії Селевкідів намагався висунути свою кандидатуру на трон, проте марно. У 66 до н. е. виступив проти царя Антіоха XIII, захопивши Антіохію. Втім вже у 65 році до н. е. вимушений був відступити на північ країни.
Після смерті у 64 до н. е. Антіоха XIII намагався отримати трон Сирії, але за рішенням Гнея Помпея Сирію було перетворено на провінцію. Філіпп стає клієнтом Помпея та отримує невеличкі володіння у Кілікії.
У 58 до н. е., після повалення царя Птолемея XII, мав намір одружитися з Беренікою IV, щоб отримати трон Єгипту. Але проконсул Авл Габіній заборонив йому це робити. Подальша доля не відома.